# Sauwerd
Sauwerd é uma aldeia no município de Winsum, na província de Groninga, Países Baixos, com 1 060 habitantes, de acordo com o censo populacional 2008.